# Tadeusz Malicki
Tadeusz Franciszek Malicki (ur. 10 października 1892 w Petrykowie (obwód iwanofrankiwski), zm. 4 grudnia 1943 w Zakopanem) – polski nauczyciel, literat, artysta plastyk oraz działacz turystyczny.

## Życiorys
Tadeusz Malicki uczył się malarstwa u Apolinarego Kotowicza. W 1923 roku osiadł w Zakopanem, gdzie zamieszkał w willi „Szumna” (ul. Polna). Początkowo pracował jako nauczyciel, a od 1925 roku został zatrudniony jako dyrektor sanatorium Związku Polskiego Nauczycielstwa Szkół Powszechnych. Był również aktywnym działaczem turystycznym, działając w strukturach Polskiego Towarzystwa Tatrzańskiego. Kierował zakopiańskim oddziałem Towarzystwa, a w latach 1932–1937 był jednym z wiceprezesów Zarządu Głównego PTT. W latach 1934–1939 pełnił również funkcję Dyrektora Tatrzańskiego Ochotniczego Pogotowia Ratunkowego. Po wybuchu II wojny światowej pozostał w Zakopanem, gdzie w latach 1942–1943 powrócił do pracy dydaktycznej.
Oprócz pracy zawodowej i społecznej, Tadeusz Malicki miał wielorakie zainteresowania i pasje. Malował (głównie pejzaże oraz obrazy na szkle), zajmował się również drzeworytnictwem, fotografią oraz ceramiką artystyczną. Pisał opowiadania, publikowane m.in. w „Wierchach”. Podejmował w nich tematykę podhalańską, tatrzańską oraz myśliwską (był wielkim łowczym). Przed II wojną światową opublikował zbiór opowiadań „Ludzie z gór” (1939) oraz adresowane do młodzieży „Dunajcowe wody” (ok. 1939). Eksplorował również tatrzańskie jaskinie (wraz z Tadeuszem i Stefanem Zwolińskimi).
W 1917 roku w Jaśle Tadeusz Malicki zawarł związek małżeński z Janiną z Garczyńskich (1894–1951).
Po śmierci został pochowany najpierw na zakopiańskim Nowym Cmentarzu, a po zakończeniu wojny jego ciało przeniesiono na cmentarz na Pęksowym Brzyzku (sektor L-I-5).

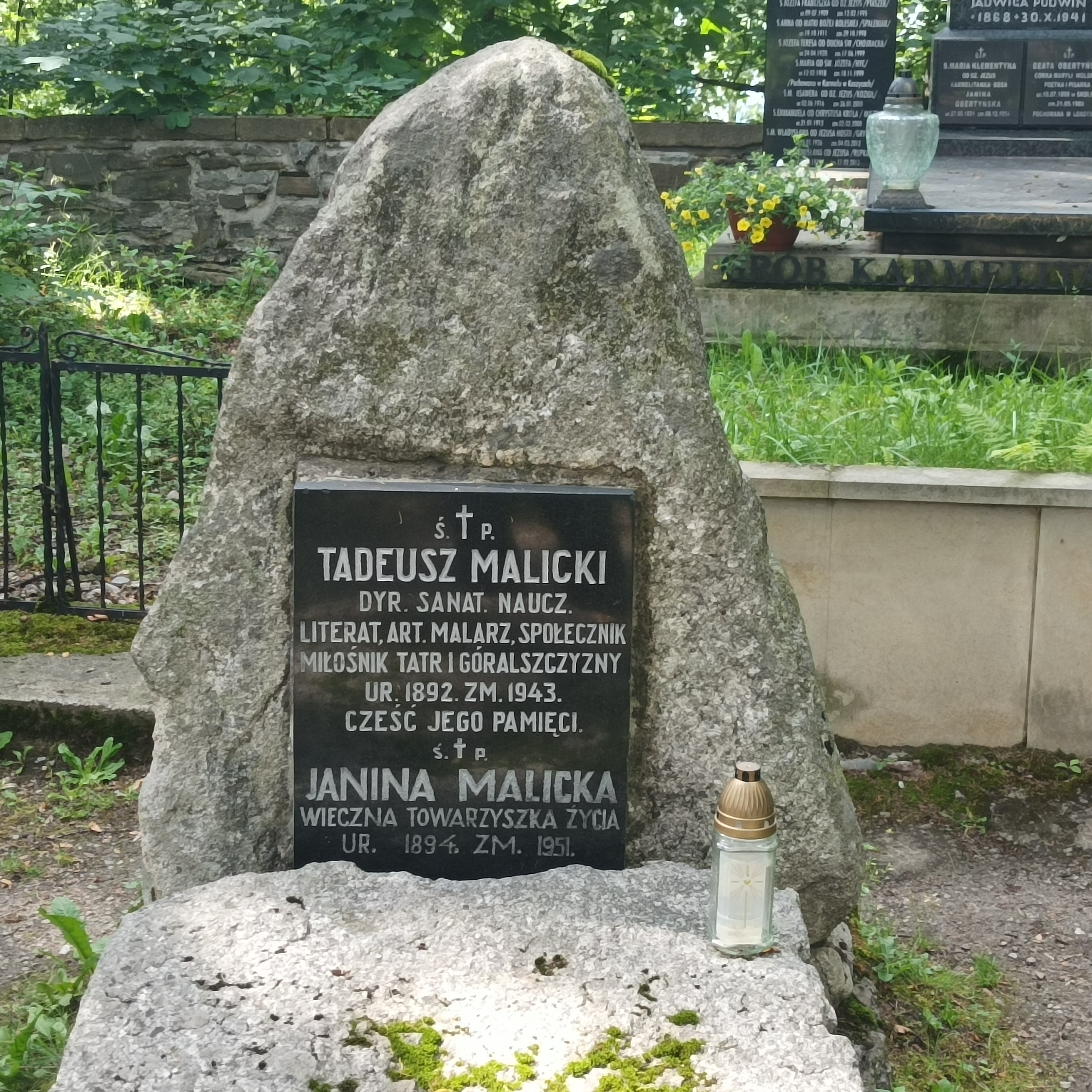
Grób Tadeusza Malickiego na Cmentarzu Zasłużonych na Pęksowym Brzyzku

## Ordery i odznaczenia
- Krzyż Oficerski Orderu Odrodzenia Polski (3 maja 1928)[5]

## Upamiętnienie
W 1958 roku w willi „Szumna” Muzeum Tatrzańskie zorganizowało Punkt Muzealny im. Tadeusza Malickiego, prezentujący jego spuściznę. Placówka została po pewnym czasie zlikwidowana, zgodnie z wolą rodziny, a cześć zbiorów przekazano do Muzeum Ziemi Sądeckiej.